# Ginásio do Esporte Clube Noroeste
O Ginásio de Esportes do Esporte Clube Noroeste, mais conhecido como Panela de Pressão, é um ginásio poliesportivo localizado na cidade de Bauru, no estado de São Paulo. O ginásio é utilizado pelos times do Bauru Basket e Vôlei Bauru.

## História
O Ginásio de Esportes do Noroeste, que ficou conhecido como Panela de Pressão devido às grandes festas de carnaval que recebia, foi construído entre 1955 e 1956, com o objetivo de sediar os Jogos Abertos de 1956. O ginásio também foi palco de grandes shows, incluindo do cantor Roberto Carlos. 
Em 1999, após anos abandonado, o ginásio foi locado pelo Noroeste ao Tilibra/Copimax/Bauru, passando pela primeira reforma para receber os jogos de basquete. O jogo de estreia foi contra o Flamengo pelo Nacional 99, no dia 18 de abril do mesmo ano. O Panela também chegou a sediar alguns jogos do BAC/Preve, antigo time de vôlei feminino da cidade. Após a paralisação das atividades do Bauru Basket, em 2006, o ginásio mais uma vez ficou sem uso.
Em 2011, após acordo entre a Prefeitura de Bauru e o Esporte Clube Noroeste, foi definido que o ginásio passaria por uma nova reforma, com um custo de mais de R$ 200 mil reais, com o objetivo de receber os Jogos Abertos de 2012, ser sede da Secretaria Municipal de Esporte e Lazer (SEMEL) de Bauru, além de abrigar novamente os jogos do Bauru Basket. O Vôlei Bauru, depois da venda do terreno do Ginásio da Luso, também passou a mandar seus jogos no Panela. 
O Panela de Pressão foi reinaugurado pela segunda vez no dia 16 de março de 2012, em um jogo pela Liga das Américas. O ginásio sediou um dos grupos da primeira fase da competição, nos dias 16, 17 e 18 de março. O jogo de estreia foi entre Lobos Brasília e Quinsa (ARG), às 18h do dia 16. O jogo do time anfitrião foi no mesmo dia, logo após a primeira partida do grupo. Na ocasião, o Bauru Basket enfrentou o Los Leones (CHI).